# Scopula strigilaria
Scopula strigilaria är en fjärilsart som beskrevs av Jacob Hübner 1798. Scopula strigilaria ingår i släktet Scopula och familjen mätare. Inga underarter finns listade.